# Bembix anomalipes
Bembix anomalipes (лат.) — вид песочных ос рода Bembix из подсемейства Bembicinae (Crabronidae). Обнаружены в южной Африке: Замбия, Зимбабве. Среднего размера осы: длина тела около 2 см. Тело коренастое, чёрное с развитым жёлтым рисунком. Лабрум вытянут вперёд подобно клюву. Этот вид характеризуется уникальным признаком: имеющемся у обоих полов на верхней губе развит очень тонкий продольный срединный киль, расширенный на дистальной трети в низко поднятый бугорок. Ни у одного вида Южной Африки нет ничего подобного. Таксон был впервые описан в 1929 году южноафриканским энтомологом Дж. Арнольдом (G. Arnold) по материалам из Зимбабве.